# Интернациональное (Акмолинская область)
Интернациональное (каз. Интернациональное) — село в Есильском районе Акмолинской области Казахстана. Административный центр Интернационального сельского округа. Код КАТО — 114875200.

## География
Село расположено в 58 км на юго-запад от районного центра города Есиль. 

## Население
В 1989 году население села составляло 1013 человек (из них русских 49%).
В 1999 году население села составляло 671 человек (321 мужчина и 350 женщин). По данным переписи 2009 года, в селе проживало 509 человек (252 мужчины и 257 женщин).